# Богуміловиці (Малопольське воєводство)
Богуміловиці (пол. Bogumiłowice) — село в Польщі, у гміні Вешхославиці Тарнівського повіту Малопольського воєводства.
Населення — 1011 осіб (2011).
У 1975-1998 роках село належало до Тарнівського воєводства.

## Демографія
Демографічна структура станом на 31 березня 2011 року:
|          | Загалом | Допрацездатний вік | Працездатний вік | Постпрацездатний вік |
| -------- | ------- | ------------------ | ---------------- | -------------------- |
| Чоловіки | 479     | 89                 | 320              | 70                   |
| Жінки    | 532     | 94                 | 316              | 122                  |
| Разом    | 1011    | 183                | 636              | 192                  |